# Anton von Henle

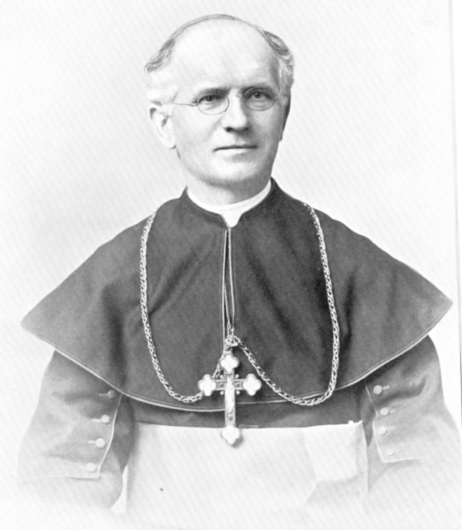
Anton von Henle

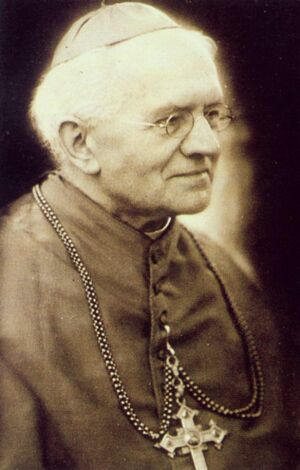
Bischof Anton von Henle

Franz Anton Henle, ab 1901 Ritter von Henle, (* 22. Mai 1851 in Weißenhorn; † 11. Oktober 1927 in Regensburg) war von 1901 bis 1906 Bischof von Passau und von 1906 bis 1927 Bischof von Regensburg.

## Leben
Anton Henle wurde als Sohn eines Gastwirts in Weißenhorn in Schwaben geboren. Er besuchte das Gymnasium in Dillingen und empfing 1873 die Priesterweihe; er war anschließend vier Jahre Kaplan und danach bischöflicher Seminarpräfekt in Dillingen. 1884 wurde er in Theologie an der Universität München promoviert, wo er sich auch 1887 im Fach Neues Testament habilitierte. Anschließend war er als Privatdozent tätig.
Prinzregent Luitpold ernannte ihn 1890 zum Domkapitular seiner Heimatdiözese Augsburg. Deren Bischof Petrus von Hötzl übertrug ihm 1895 das Amt des Generalvikars.
Bereits einen Tag nach dem Tod des Passauer Bischofs Michael von Rampf wurde Henle vom Prinzregenten zu dessen Nachfolger ernannt. Papst Leo XIII. bestätigte die Ernennung im Konsistorium vom 15. April 1901. Die Bischofsweihe spendete ihm am 16. Juni 1901 der Münchner Erzbischof Franz Joseph von Stein; Mitkonsekratoren waren der Bischof von Augsburg, Petrus von Hötzl, und der Bischof von Würzburg, Ferdinand von Schlör.
Henle war neben seiner Mitgliedschaft bei der KDStV Aenania München im CV auch Ehrenmitglied der KBStV Rhaetia München sowie der Katholischen Studentenverbindungen K.St.V. Ottonia und K.St.V. Albertia München in München im KV.

## Auszeichnungen und Ehrungen
- 1926: Goldene Bürgermedaille der Stadt Regensburg
- Monsignore
- Ritterkreuz des Verdienstordens der Bayerischen Krone (verliehen am 1. November 1901, damit Erhebung in den bayerischen persönlichen Ritterstand).